# Groninger Dagblad (1911-1948)
Het Groninger Dagblad was een regionale ochtendkrant (met op zondag een avondkrant en op maandag een middagkrant) die tussen 1911 en 1948 werd uitgegeven. De krant was vooral gericht op de provincie Groningen en was gevestigd in de stad Groningen.  

## Geschiedenis
Op 1 augustus 1886 werd in Groningen het Dagelijksch Nieuws- en Advertentieblad, ochtendblad voor de Noordelijke Provinciën voor het eerst uitgegeven. De krant was opgericht en werd uitgegeven door directeur-uitgever Herman Isidor Oppenheim van de Groninger drukkerij I. Oppenheim. De redactie en drukkerij waren beiden gevestigd aan de Turftorenstraat 7 in de binnenstad. 
Ter ere van het 25-jarige bestaan werd besloten per 1 augustus 1911 de krant te hernoemen naar het Groninger Dagblad, met de oude titel als nieuwe ondertitel. Om de nieuwe naam te vieren werd ook bekend gemaakt dat het Groninger Dagblad naamgever werd van de Groninger Dagbladbeker, een voetbaltoernooi dat tussen 1911 en 1950 jaarlijks gespeeld zou worden als opening van het nieuwe seizoen. De krant werd in de wandelgangen gekscherend ook wel het "Jeudenbladje" genoemd, naar de achtergrond van de oprichter.
In de jaren na de Tweede Wereldoorlog had de krant het moeilijk; tussen 1946 en 1947 halveerde de oplage van 35.000 naar 17.000. Na 62 jaargangen en 37 jaar onder de naam Groninger Dagblad verscheen op 31 januari 1948 de laatste ochtendkrant. Wegens teruglopende inkomsten uit advertenties en de gestegen kosten na de bevrijding was besloten er een punt achter te zetten. Abonnees zouden voortaan dagblad Het Vrije Volk ontvangen, die als ondertitel Groninger Dagblad ging voeren.
In 1992 ontstond uit een fusie tussen de Winschoter Courant en Dagblad De Noord-Ooster opnieuw een krant met dezelfde naam. Deze werd uitgegeven tot het in 2001 fuseerde met het Nieuwsblad van het Noorden tot het Dagblad van het Noorden. 